# William N'Gounou
William N'Gounou   (Bangangté, 31 de juliol de 1983) és un exfutbolista de Níger de la dècada de 2000.
Fou internacional amb la selecció de futbol del Níger.
Pel que fa a clubs, destacà a Kadji Sports Academy, AS FAN, FC Rosengård, IF Limhamn Bunkeflo i KSF Prespa Birlik.